# Tadeusz Zawadzki

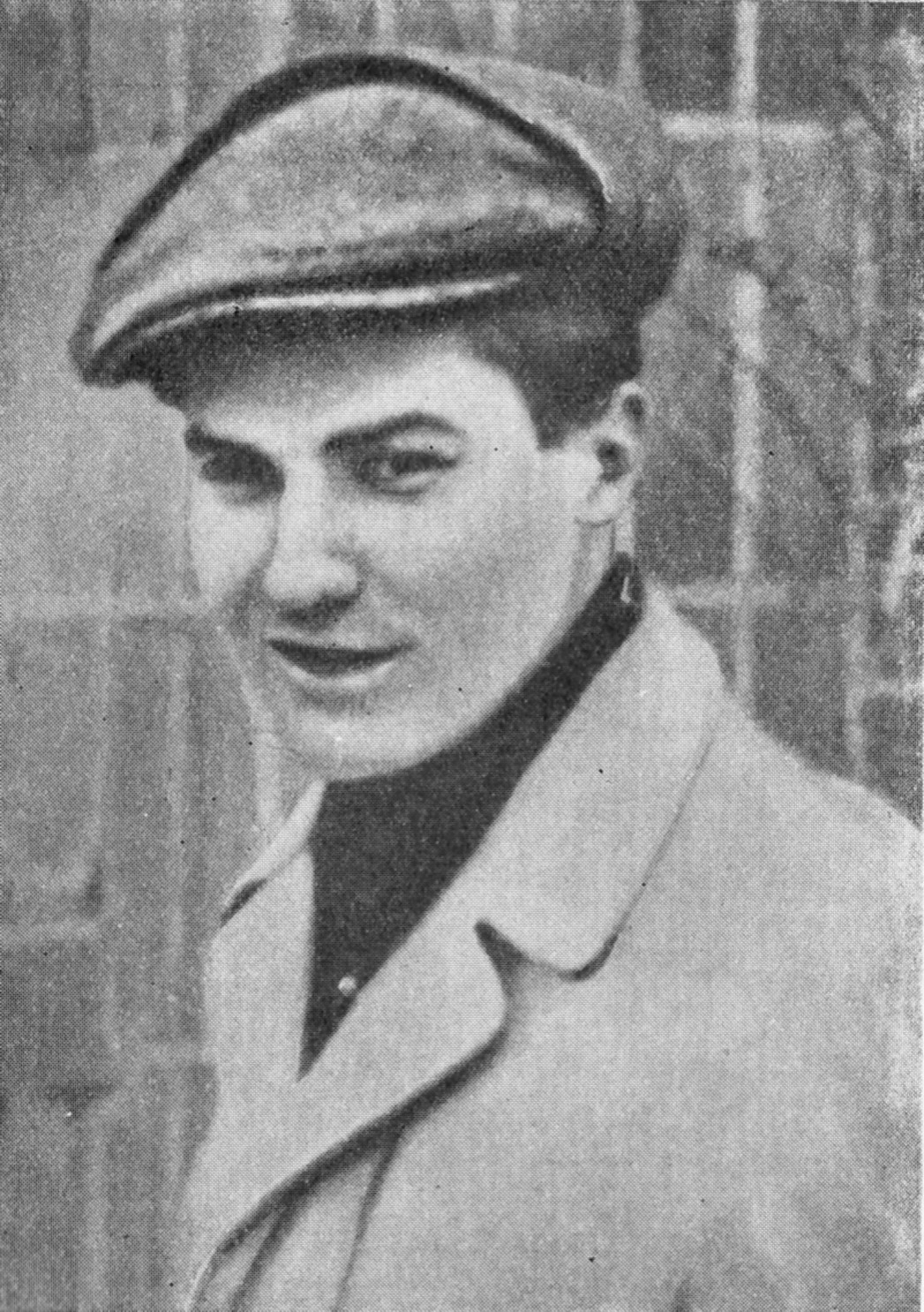
Tadeusz Zawadzki.

Tadeusz Zawadzki (Varsovia, Polonia, 24 de enero de 1921 - Ibídem, 20 de agosto de 1943), apodado como Zośka, Kajman, Kotwicki, Lech Pomarańczowy y Tadeusz, fue un líder scout polaco (harcmistrz), activista polaco de la resistencia y teniente segundo del Armia Krajowa durante la Segunda Guerra Mundial. Héroe del libro "Kamienie na Szaniec" de Aleksander Kamiński describiendo la Operación Arsenal en Varsovia.
Tadeusz murió durante un ataque contra un edificio de la Grenzschutzpolizei en Wyszków en la noche del 20 y 21 de agosto de 1943, a lo largo de la Akcja Taśma, una operación dirigida por la Armia Krajowa y el Estado secreto polaco con el fin de liberar la ciudad de Varsovia y las localidades colindantes.

## Condecoraciones
- Krzyż Walecznych
- Medalla de la plata de la Orden Virtuti Militari